# Screaming Bloody Murder
Screaming Bloody Murder —traducido al español: Gritando asesinato sangriento— es el quinto álbum de estudio de la banda canadiense Sum 41. El álbum fue publicado por Island Records el 29 de marzo de 2011 después de varios retrasos. Es el segundo álbum producido por el líder de la banda Deryck Whibley y el primero desde Underclass Hero lo que marca el tiempo más largo entre dos álbumes de Sum 41. También es el segundo sin el guitarrista Dave Baksh. Es un álbum que posee lírica sombría. A pesar de que el nuevo guitarrista Tom Thacker ya era parte de la banda y coescribió el primer sencillo del álbum, todas las guitarras fueron grabadas por el cantante Deryck Whibley. Para septiembre de 2011, el álbum había vendido 36.000 copias en Estados Unidos.Este es el último álbum que la banda grabaría con el baterista Steve Jocz antes de su salida en 2013.

## Antecedentes
El 9 de agosto de 2008, McCaslin anunció en el sitio oficial de Sum 41 que la banda iba a tomar tiempo libre de las giras para hacer otras cosas, tras lo cual comienzan a trabajar en un nuevo álbum de estudio. McCaslin trabajó en el segundo álbum de su proyecto paralelo, The Operation M.D., Jocz realizó una gira como baterista de The Vandals; y Whibley, de gira con su esposa, Avril Lavigne.
Sum 41 lanzó un comunicado de prensa que mencionó que, debido al éxito de Underclass Hero, Universal Music tomó la opción de que Sum 41 produjera un EP en 2009. Sin embargo, Deryck declaró que el nuevo EP se fue rápidamente convirtiendo en un LP, debido a la cantidad de música que habían grabado, que era más de lo esperado. La banda entró al estudio a finales del 2008 con el fin de planear el lanzamiento del álbum en 2009, con una gira de apoyo en el verano.
El 26 de noviembre de 2008 Sum 41 lanzó 8 Years of Blood, Sake and Tears, un álbum de grandes éxitos en Japón. El álbum incluye una canción inédita, Always, y un DVD, que contiene cada uno de los vídeos de la banda. En febrero de 2009, la banda dijo que debido al éxito y la demanda para el álbum de grandes éxitos que tenía, decidió promoverlo en todo el mundo, aunque con un título diferente y obras de arte. El 17 de marzo, All the Good Shit fue lanzado con buenas obras de arte diferentes y un título diferente.
El 15 de febrero de 2009, Deryck publicó un boletín de noticias en la página web de la banda afirmando que la banda había decidido hacer un álbum completo en lugar de un EP. Él continuó mencionando que "es seguro decir que el álbum será lanzado en 2009".
El 28 de junio de 2009, Cone escribió en el sitio web de la banda que el nuevo álbum sería puesto a la venta en 2010.
El 20 de julio de 2009, Stevo publicó un blog en el sitio web de la banda diciendo que la banda terminó todas sus fechas para el año después de su gira de verano con The Offspring , y que iban a tener el resto del año libre para terminar trabajando en su álbum. También confirmó que el nuevo guitarrista Tom Thacker tomaría parte en la escritura y la grabación. El 24 de octubre de 2009, Cone publicó un blog en la página web de la banda diciendo que la preproducción comenzaría a finales de noviembre. El 6 de julio de 2010, el grupo autorizó la descarga de su primera canción correspondiente a este álbum, cuyo nombre es "Skumfuk" y está disponible para ser descargada por los miembros de su Fansite Oficial. (TheresNoSolution. Com)

## Grabación y producción
El 31 de julio de 2009, en una entrevista con Steve y Cone, dijeron que el nuevo álbum se publicaría cerca del verano de 2010, aunque podría ser liberado más pronto. En la misma entrevista, alegaron que tenían cinco o seis canciones que ya estaban hechas. En una reciente entrevista con "Ok! Magazine", Deryck dijo que la banda estaría considerando la posibilidad de grabar el nuevo álbum en un castillo "loco" fuera de París, Francia. También dijo que tenían de quince a dieciocho nuevas canciones, y que realmente no habían establecido ninguna pista para ellos por el momento. 
El 5 de noviembre de 2009, Deryck publicó un blog en la página de MySpace de la banda, anunciando a Gil Norton como productor del próximo álbum de la banda. También dijo que 20 canciones ya estaban escritas para el álbum. El guitarrista Tom Thacker escribió en su propio Myspace que se uniría a la banda para más ensayos para el próximo álbum a finales de noviembre.
Sum 41 anunció en su Twitter que el lunes 18 de enero de 2010 empezarían a grabar las nuevas canciones.

## Recepción crítica
El álbum ha recibido críticas generalmente mixtas desde su lanzamiento. En el sitio Metacritic el álbum recibió una calificación de 47/100 basado en 8 críticas. Muchos críticos como Rolling Stone, BLARE Magazine, DEAD PRESS!, AbsolutePunk, etc, han comparado el álbum con los trabajos de Green Day y My Chemical Romance.
Jonah Bayer, crítico de Alternative Press, dijo: «Si bien creemos que Sum 41 tiene el potencial de tener éxito sin los acordes de la potencia, el hecho de que solo un puñado de ideas musicales están completamente desarrolladas en el álbum es una experiencia frustrante de escuchar».
El crítico de Rock Sound comentó: «Ya no son un fenómeno, sino que, Sum 41 han seguido madurando como una banda bastante buena».
Por otro lado hubo críticas muy duras de parte de Jared Ponton, crítico de Sputnikmusic, llamando al álbum "Repugnante, sucio, perezoso, y sin lugar a dudas Sum 41, de Screaming Bloody Murder es una banda de muertos gimiendo en su tumba, lo que hace que uno se pregunte si Whibley y sus amigos realmente han aprendido algo del desastre de Underclass Hero".
Grace Duffy, crítico de Under The Gun, comentó: «Screaming Bloody Murder es un álbum muy impresionante, es abierto, pegadizo y una alegría para escuchar. Es alentador ver a una banda con un sonido distintivo, aunque sea mínimo aun sigue siendo muy característico de sí mismos».

## Lanzamiento
El 8 de enero de 2011, se anunció que la banda lanzaría el primer sencillo del álbum "Screaming Bloody Murder" el 7 de febrero de 2011 en los Estados Unidos. La canción tuvo su estreno el 14 de enero de 2011. A través de la página oficial de la banda se supo que el álbum iba a ser lanzado el 29 de marzo de 2011, en los Estados Unidos. Universal Japón había confirmado la fecha del álbum para el 23 de marzo en Japón, pero debido al terremoto en el país Universal, Japón pospuso la fecha para el 6 de abril de 2011.
En su primera semana en Japón, el álbum debutó en la posición 7 y vendió aproximadamente 16.062 copias. En su segunda semana el álbum cayó 7 posiciones al puesto 14 con 7.759 copias vendidas.
El álbum ha sido el menos exitoso en Estados Unidos. El 16 de abril de 2011 Screaming Bloody Murder debutó en la posición 31 en Billboard 200. En su segunda semana en el chart, el álbum sufrió una caída de 145 posiciones pasando a estar en el puesto 176; duró solo dos semanas antes de su retiro.

## Lista de canciones
Todas las canciones fueron escritas y compuestas por Deryck Whibley excepto que se indique lo contrario

| N.º | Título                                              | Duración |  |
| 1.  | «Reason to Believe»                                 | 3:28     |  |
| 2.  | «Screaming Bloody Murder» (Whibley, Tom Thacker)    | 3:24     |  |
| 3.  | «Skumfuk»                                           | 3:24     |  |
| 4.  | «Time for You to Go» (Whibley, Cone McCaslin)       | 3:01     |  |
| 5.  | «Jessica Kill»                                      | 2:50     |  |
| 6.  | «What Am I to Say»                                  | 4:12     |  |
| 7.  | «Holy Image of Lies»                                | 3:47     |  |
| 8.  | «Sick of Everyone»                                  | 3:05     |  |
| 9.  | «Happiness Machine»                                 | 4:48     |  |
| 10. | «Crash»                                             | 3:19     |  |
| 11. | «Blood in My Eyes»                                  | 4:19     |  |
| 12. | «Baby, You Don't Wanna Know» (Whibley, Matt Squire) | 3:34     |  |
| 13. | «Back Where I Belong»                               | 3:42     |  |
| 14. | «Exit Song»                                         | 1:42     |  |

iTunes Bonus Track

| N.º | Título                         | Duración |  |
| 15. | «Reason to Believe (acústico)» | 2:38     |  |

Japón Bonus Track

| N.º | Título                               | Duración |  |
| 15. | «Reason to Believe (acústico)»       | 2:38     |  |
| 16. | «We're the Same» (Whibley, McCaslin) | 4:10     |  |

## Personal
- Sum 41
  - Deryck Whibley - Guitarras, Vocalista, Piano/Teclados, Productor
  - Cone McCaslin - Bajo, coros
  - Steve Jocz - Batería, coros
  - Tom Thacker - Guitarra, coros, piano/sintetizador

## Listas Musicales
| Listas                            | Posición |
| --------------------------------- | -------- |
| Australia Albums Chart            | 16       |
| Austria Albums Chart              | 23       |
| Bélgica Albums Chart (Flanders)   | 88       |
| Bélgica Albums Chart (Wallonia)   | 75       |
| Canada Albums Chart               | 9        |
| España Albums Chart               | 35       |
| Francia Albums Chart              | 25       |
| Alemania Albums Chart             | 23       |
| Italia Albums Chart]]             | 72       |
| Japón Albums Chart                | 7        |
| Países Bajos Albums Chart         | 100      |
| Suiza Albums Chart                | 21       |
| UK Albums Chart                   | 66       |
| UK Rock Albums                    | 5        |
| U.S. Billboard 200                | 31       |
| U.S. Billboard Rock Albums        | 5        |
| U.S. Billboard Alternative Albums | 5        |
| U.S. Billboard Digital Albums     | 15       |

| Posición | 7 (16,062) | 14 (7,759) | 26 (4,647) | 29 (4,223) | 27 (3,352) | 33 (1,932) | 46 (1,520) |
| Total    | 16,062     | 23,821     | 28,468     | 32,621     | 35,973     | 37,905     | 39,425     |